# Plebicula metallica
Plebicula metallica är en fjärilsart som beskrevs av Jules Favre 1903. Plebicula metallica ingår i släktet Plebicula och familjen juvelvingar. Inga underarter finns listade i Catalogue of Life.